# Ekibastuz Airport
Ekibastuz Airport är en flygplats i Kazakstan.   Den ligger i oblystet Pavlodar, i den nordöstra delen av landet, 260 km öster om huvudstaden Astana. Ekibastuz Airport ligger 229 meter över havet.
Terrängen runt Ekibastuz Airport är platt.  Trakten runt Ekibastuz Airport är nära nog obefolkad, med mindre än två invånare per kvadratkilometer. Närmaste större samhälle är Jekibastuz, 16,5 km nordost om Ekibastuz Airport. Trakten runt Ekibastuz Airport består i huvudsak av gräsmarker.